# シャイニング・ブレイド
『シャイニング・ブレイド』（Shining Blade）は、2012年3月15日にセガから発売されたPlayStation Portable向けロールプレイングゲーム。

## ストーリー

### あらすじ
邪竜ダークドラゴンを信奉するドラゴニア帝国が挙兵し、夢幻大陸エンディアスは戦火に包まれた。邪竜の復活を企図するドラゴニアはヴァレリアの四大国に侵攻、分断され封印されていたダークドラゴンの身体を次々に奪い返していく。クラントール王国の巫女ローゼリンデは異世界から勇者を召還し対抗を試みるが、時すでに遅く、ドラゴニアの猛攻によって王都は陥落。ローゼリンデは捕らえられ、頼みの綱だった勇者レイジも海に転落して生死不明となってしまう。
フォンティーナに流れ着いたレイジは、エルフの少女アルティナに救われ一命を取り留める。アルティナを手伝って森の警備をしたレイジは、大地の精霊が弱っている様子を見聞し、ドラゴニアの暴虐が世界全体に深刻なダメージを与えていることを知る。やがて体力を取り戻し、改めてドラゴニア打倒とローゼリンデ救出を決意したレイジは、ドラゴニアに対抗する有志たちが結成したヴァレリア解放戦線に合流。多くの心強い仲間を得て、闘志を燃やす勇者レイジの反攻がここに始まった。

### 構成
- 第1章 白刃のプレリュード
- 第2章 義勇兵たちのバラッド
- 第3章 蒼天に響くアリア
- 第4章 妖精たちのアルペジオ
- 第5章 灼熱のバルカローラ
- 第6章 輝ける光のシンフォニー
- 第7章 混沌のセレナーデ
- 第8章 月光のレクイエム
- 第9章 世界のフィナーレ
- 第10章 光と闇のロンド

### 地理
夢幻大陸エンディアス
様々な種族が共存する世界。ウィンドで登場した光風館の蔵書の中に記されている異世界。「想い」が結晶化する。
ヴァレリア地方
ティアーズ、本作の舞台。ウィンドの舞台であったリーベリア地方より西に位置する
城塞都市国家シルディア
ヴァレリア地方の中心に位置する都市国家。
聖王国ルーンベール
シルディアの東にある国。
百獣連合王国ベスティア
シルディアの北にある獣人の国。
クラントール王国
シルディアの西にある国。
森の王国フォンティーナ
シルディアの南にあるエルフの王国。
次元平行世界エルデ（現実世界）
エンディアス側からのレイジやカノン達の世界の呼称。
リーベリア地方
ヴァレリア地方の東に位置する地方。ウィンドの舞台。

## 登場人物
シャイニング・シリーズの過去作（『シャイニング・ティアーズ』、『シャイニング・ウィンド』、『シャイニング・ウインド・クロス』、『シャイニング・ハーツ』）のキャラクターも一部登場している。なお、フルネームや年齢は『シャイニング・ブレイド＆アークビジュアル設定資料集』より。

### 霊刃使い（ソウルブレイダー）
「ソウルブレイド」と呼ばれる霊的な力を放つ武器の使い手たち。
レイジ
声 - 保志総一朗
「閃光の霊刃使い」。年齢16歳。フルネームは「シーナ・レイジ（椎名零司）」。本作の第一主人公。長剣を武器にし戦闘では「零式刀技」という剣技を用いる。クラントール王国の巫女ローゼリンデに召喚されこの世界にきた異世界エルデの少年で、王国に伝わる剣「霊刀 雪姫」を使うことを許された勇者。聖クリストフ/クラントール建国王の血を継いだ遠い子孫であり、雪姫を扱えるのはそのためである（カノンが使えるかは不明だが、レイジは自分にしか扱えないと述べている）。
性格はよくも悪くも真っ直ぐ。怒ることはあっても誰かを怨んだりはせず、ローゼリンデを連れ去り自分を崖から突き落とさせたバルドルに対しても「とっ捕まえる」と述べている。作中でもアルティナやユキヒメの物言いに気分を害することはあっても怒ったりはしなかったが、単純な罵倒ほど効果があるタイプらしく初対面の時にミスティに馬鹿にされた時は大分根に持っていた。悪を憎む正義感溢れる熱血少年だが、一人で突っ走って失敗することもままある。クラントール王国がドラゴニア帝国に占領された際、バルドルたちに追い詰められ海に落下。勇者は敗北しクラントールは占領され、ローゼリンデも敵の手に落ちてしまった。
しかしレイジは運よく海岸に流れ着き、アルティナとケフィアによって発見・保護された。目を覚ました途端、ローゼリンデを救出するために負傷した身体で戦いに赴こうとするが、アルティナの説得により彼女の警備活動を手伝いつつ療養することに。その後、将軍スレイプニルに追われていた少女エルミナを助け、以後はヴァレリア解放戦線に参加し、エルデでの恩師サクヤと再会。本格的に帝国と戦うことになる。
初めは向こう見ずで命を危機にさらしても戦おうとする姿勢も見られ、ユキヒメからはたびたび「バカモノ」「未熟者」と呼ばれ、「先代」と比較され続けていた。
しかし仲間たちと戦い抜くうちに大きく成長を果たし、戦術を考えたり仲間に頼ることをするようになった。終盤では彼に助けられた人々が窮地に駆けつけ帝国軍を撤退させた。多くの人々が彼を勇者と認め、彼を中心に組織を再編成し「光の勢力シャイニングフォース」となった。名実共に勇者となった彼はついにダークドラゴンを打ち滅ぼしたのだった。ダークドラゴンを倒した後にはユキヒメからは「最高の相棒」「先代を超えた」と評され、周囲からも「ダークドラゴンを完全に消滅させたのならば、昔話の英雄よりも強い」といわれるようになった。
『シャイニング・ウィンド』に登場したシーナ・カノン（椎名夏音）の弟。後述のように本作でも登場している。暴力的で手加減知らずな姉に怯える描写があるが、一方では「来てくれてホッとした」「俺たちは最強のコンビだ！」など姉に対する好意を垣間見せることも。カノンのことは「姉ちゃん」と呼んでいるが独白などでは「アネキ」と呼ぶ。また部活の先輩であるカイトに対しては、「絶対に勝ちたい相手」として見ており超えるべき目標として考えていた。カイトとのイベントでは、彼の怪我が治ったら本気の勝負をしたい、今なら勝てる自信があると述べている。
『ブレードアークス from シャイニング』にもプレイヤーキャラクターとして登場する。
サクヤ
声 - 水樹奈々
「七色の霊刃使い」。年齢不明・フルネームは「マキシマ・サクヤ・エンフィールド」。本作の第二主人公。古の秘術を受け継ぎ古代文明の遺産や技術を使いこなす謎多き女性。大人びた美貌と母性的な穏やかさと優しさを持つ。素性は一切不明であり、年齢も不詳。正体は古代人。
ヴァレリア解放戦線を率いる女隊長で、フェンリルの上司。レイジとリックの剣の師匠であり、元の世界（エルデ）での先生でもあった。そのためパーティーのリーダー的存在となる。
錬金術で霊刃を生み出す特殊能力を持ち、レイジの成長を見守り導く。
世界のバランスを守るという使命を抱き、その時勢によってバランスを保つためつく勢力が違うらしく、リュウが仲間になる際は「今度はこちらについてくれるのか」と問われている。一方では自分の行いは正しいのかという葛藤も抱いている。次第にまっすぐなレイジに看過され、「この世界が好きだから」と自分の思いに正直になり、迷いを打ち破った。彼女のみ後日談の最終ボスを倒すことでエンディングを迎えることができる。レイジから「好き」と言われた際には嬉しそうに照れながらも「十年たったらもう一度同じことを言ってほしい」と述べている。エンディングにおいては他のヒロインたちを出し抜き、レイジに「お礼」としてキスをしている。サクヤ曰く「挨拶程度のつもりだった」そうで、むしろ大騒ぎする周りに呆れていた。
露出の高い衣装だが、実は中にレオタードやコルセットに酷似したものを着込んでおり、スカートから見えるのは下着ではない。
伯爵によって復活した古代兵器「EF-0 トール」を撃破した後は、世界を守るために旅立つことを告げる。
彼女に錬金術を依頼すると代金をとられるが、これは工房を借りているため工房側に支払うお金でありサクヤが取っているわけではない。
精霊王の力を封じたカードを使ったモードチェンジが可能(初期はノワールのみで、ストーリー進行に伴い追加されていく)。『錬成刃ケデュケイオン』もそれに伴い形状を変化させる。
- モードチェンジ
  - ノワール：（黒のカード、霊鍵砕破&鋼刃のドレス）武士スタイル。基本になる攻守に優れたバランス型。
  - クリムゾン：（紅のカード、焔龍閃滅刃&火炎のドレス）剣士スタイル。通常攻撃手数は少ないが必殺技でのダメージが大きい攻撃力特化型。また髪型が唯一変化する。
  - セルリアン：（蒼のカード、氷天牙戟&水氷のドレス）魔導師スタイル。攻撃魔法・回復魔法が使える後方支援型。
  - グリューネ：（碧のカード、森羅万槍&深緑のドレス）聖騎士スタイル。盾を装備した防御力特化型。
  - ゲルブリッツ：（黄のカード、風迅雷刃&風雷のドレス）ガンナースタイル。攻撃範囲の広さと連撃数の高い中距離射撃型。
  - ブロッサム：一部のイベント中のみこの姿になる。戦闘では使用不可。

前作『シャイニング・ハーツ』に「マキシマ・エンフィールド」という名で登場している。『ブレードアークス from シャイニング』にもプレイヤーキャラクターとして登場する。
リック
声 - 神谷浩史
「復讐の霊刃使い」。本作の第三主人公。年齢16歳。常に誰にも心を開かず、冷たく接する暗い影を見せる少年。前作『シャイニング・ハーツ』の主人公でもあるが、本作では性格が大分異なっている。
クラントールの出身の傭兵で、故郷の村をアルベリッヒに滅ぼされた為、ヴァレリア解放戦線に参加しながらもアルベリッヒに復讐の機会を探していて、アルベリッヒが現れたとの報を受けると制止を聞かず飛び出していく。また、村を滅ぼされた際に、共にパン屋で働いていた幼馴染のアミル、エアリィ、ネリスの3人とはぐれてしまい行方を捜している。「一緒に出撃すると生きて帰れない」などのジンクスが解放戦線内で広がっており、事実リックだけが生き残るため「死神」とあだ名されている。実は「仲間を見捨てている」と兵士たちに勘違いをされており、避けられていた。しかしレイジと二人で帝国軍と戦い抜き、退路を確保したことで氷解し、兵士たちからも仲間として接されるようになった。
サクヤに剣術を教わっており、彼女を師匠と呼ぶ。そのため彼女の言うことには従うのでレイジと衝突しそうになっても止められるばかりか、二人で組んでの任務にもいかされたりする。
当初はレイジに対して「クラントールを守れなかった役立たず」と言い放ち、立ち去ってしまうなど冷たく接している。しかしそれは、自分が幼馴染たちを守れなかった現実から目を背けるためだった。アルベリッヒを倒した後にはレイジにそのことを詫び、「これからも一緒にやっていきたい」と彼に対する嫌悪感を完全に捨て去った。
幼馴染たちが死んだのは自分のせいだと考えており、後にアミル、エアリィ、ネリスの三人にそのことを詫びるが彼女たちはまったく気にしておらず、「世界が平和になったらどこかでパン屋を営もう」と約束させられる。同時にリックの所有権に関しては「抜け駆けなし、三人のモノ」と勝手に決められた。
『ブレードアークス from シャイニング』にもプレイヤーキャラクターとして登場する。
ファフナー / カイト
声 -石田彰
「仮面の竜騎士」。仮面で顔を隠した男。護衛役としてローゼリンデに付き添う帝国の騎士であり、バルドルの手足として各地で暗躍している。強力な水晶剣を操る凄腕の剣士。パートナーであるローゼリンデの心のエネルギーを剣の形にした『竜心剣ドラゴスレイブ』を使って戦う、『心剣士』と呼ばれる特殊な霊刃使い。レイジたちの前にたびたび現れ、ローゼンリンデを従えて彼らと剣を幾度も交える。
終盤にてついに素顔が明かされる。その正体は『シャイニング・ウィンド』の主人公キリヤ・カイト（霧谷魁斗）。レイジにとっては姉の幼馴染であり剣道部の先輩である。ストーリー後半で正体が明かされ一行に合流するが、伯爵が放った魔竜の不意打ちによって負傷したため戦闘には参加しない。プレイヤーキャラクターにはならないが、サブイベントが存在する。
実はレイジがエルデに来る以前からこの世界に飛ばされ、サクヤの願いによって歌姫の護衛を担っていた。しかしローゼリンデが帝国の手に落ちたため、自身も素性を隠して帝国入りを果たすしかなく、バルドルに気にいられるため「ファフナー」として任務をこなしていた。だが彼をローゼリンデの護衛に推薦したのは伯爵だった。理由としては実力を見抜いたというのが挙げられている（レイジとのイベントでは「顔が気に入った」と選択肢を選ぶと気味悪がられる）。レイジも認める実力と人柄のいい少年だが、一方で自信家でもあり、剣の腕においては強い自信を持っている。レイジにもそういうものを求めているところがあり、先輩である自分を気遣った発言だとしても遠慮したり自信がないことを述べると叱咤してくる。
月煌竜ガイルナースから精霊王の卵を奪う任務を受け、卵を隠すためにたった一人で竜の試練を乗り越えた。卵は見つからなかったと嘘をついたため疑われ、密かに伯爵から監視を受けてしまうことになる。
エルデではレイジのよき先輩であり、そして超えるべき目標として見られ幾度も勝負を挑まれていた。そのためレイジを「生意気な後輩」と微笑ましく思っていたが、レイジから乗り越えたい目標として見られていたことを明かされ、「今なら先輩に勝てる」と告げられ「やっぱり生意気な後輩だ」と微笑んでいた。

### 霊刃（ソウルブレイド）
霊的な存在が結晶化し、武器の姿を成したものの総称。ユキヒメのような上位精霊や、アミルらのように強い思いを持った人物の魂が変化して誕生する。また、霊魂そのものではなく意思や感情からソウルブレイドが生じる場合もあり、その在り方は多様である。
ユキヒメ（霊刀・雪姫）
声 - 白石涼子
「白刃の精霊」。年齢不明。ヴァレリア地方に伝わる伝説の剣の化身。元は精霊だが、先代勇者クリスと共に戦うために自ら＜霊刃化＞を遂げた。強い霊力を発する雪姫を扱えるのは選ばれた勇者だけで、常人では触れることもできない。上位精霊であるためプライドが高く、尊大で高圧的な態度をとりがち。特に使い手であるレイジには厳しく当たり、ことある毎に先代を引き合いに出して説教する。長大な時を生きる精霊ゆえ、多くの人物と死別してきた悲しみを背負っており、厳しい態度の奥にはそうした繊細な心を秘めている。
当初はレイジを「未熟者」だと叱ることが多く、特にソウルブレイドを「武器」と割り切らず「仲間」として扱う態度には否定的であった。しかし次第に先代とは異なるレイジなりの信念を認め、一人の女性としても彼に惹かれてるようになっていく。個別エンディングでは、使命を成し遂げたレイジを前に「もう自分は必要ない」として離れようとするものの引き止められ、一人の女の子として彼と共に生きる道を選ぶこととなる。
その正体は「シャイニング・ブレイド」そのもの。真の姿は長髪の女性であり、口調もより女性的なものへと変わる。封印によって真の力が抑えられていたが、ダークドラゴンとの最終決戦で歌姫たちの合唱によって本来の力を解放させる。レイジとともにダークドラゴンと戦い抜き、「最高の相棒だ」と褒め称え勝利を得た。以後は元の姿に戻り変身することはなくなった。理由はレイジが未熟なため身体が持たないからというもの。
『シャイニング・ハーツ』に「裏雪姫」として先行して登場している。
『ブレードアークス from シャイニング』にもレイジと共に登場。そちらではレイジの必殺技として冷気を使った攻撃を用いる。また彼女自身はプレイアブルキャラクターにはならないが、前述の「裏雪姫」がプレイアブルキャラクターとして登場する（ただし別の次元に存在するもう一人ユキヒメという設定）。
裏雪姫
霊刀雪姫の封印がすべて解かれ覚醒した姿。外見も言動も落ち着いた雰囲気のものとなる。ダークドラゴンとの最終戦のみこの姿になる。
アミル（魔晶剣マナフレア：魔法剣士スタイル）
声 - 伊藤かな恵
「闇に煌めく魔法剣」。年齢15歳。フルネームは「アミル・マナフレア」。リックの幼馴染の少女で、故郷ではパン屋を営んでいた。故郷の村をアルベリッヒに滅ぼされ自らも命を失ったが、サクヤの手で＜練成＞を施されてソウルブレイドとして実体化、以後はリックともどもヴァレリア解放戦線に身を寄せている。
『シャイニング・ハーツ』にも登場している。霊刃名には同作登場時の彼女のラストネームが付けられている。
ネリス（矢銃剣フィリアム：砲撃スタイル）
声 - 相沢舞
「闇を打ち抜く魔弾の射手」。年齢16歳。フルネームは「ネリス・フィリアム」。リックの隣に住んでいた幼馴染の少女で、村ではパン屋の配達を手伝っていた。アルベリッヒに村を滅ぼされた後、行方が分からなくなっている。
既に死亡しており、その魂はリックを騙し討ちするためにアルベリッヒに幻影として利用された。しかしサクヤに手によってソウルブレイドとして復活し、リックの力となってアルベリッヒ撃破に一役買った（アルベリッヒ戦では、強制的に「矢銃剣ネフィリム」で戦うことになる）。
『シャイニング・ハーツ』にも登場しているが、担当声優は異なる。霊刃名にはアミル達同様、同作登場時のラストネームが付けられている。
エアリィ（聖盾剣アーデット：騎士スタイル）
声 - 三上枝織
「聖なる剣と守護の盾」。年齢15歳。フルネームは「エアリィ・アーデット」。故郷の村の教会のシスターで、パン屋の配達の手伝いをしていたリックの幼馴染の少女。村が滅ばされた後、行方が分からなくなっていた彼女をサクヤが見つけることになる。上述の二人と同じく死亡しており、その魂はサクヤの手によってソウルブレイドとして実体を持つに至っている。
『シャイニング・ハーツ』にも登場しているが、担当声優は異なる。霊刃名にはアミル達同様、同作登場時のラストネームが付けられている。
『ブレードアークス from シャイニング』ではリックはこのスタイルを用いて戦う。

### 歌姫（ローレライ）
契約によって力を封印されたシャイニング・ブレイドこと霊刀・雪姫の封印を解くための「鍵」となる巫女たち。実際には「合唱」そのものが本当の鍵であり、巫女が揃うことによって封印が解く許可を得られるというもの。ダークドラゴンとの最終決戦では巫女たちの合唱によってレイジを援護した。
アルティナ（精霊と戯れる森のディーバ）
声 - 井上麻里奈
「銀の森の妖精姫」。年齢116歳。フルネームは「アルティナ・メル・シルフィス」。森の王国フォンティーナの第二王女。エルフ族の聖地「銀の森」を守る精霊使い。フルネームはアルティナ・メル・シルフィス。この作品でラナとは姉妹の関係になっており、議長のアルフェウスは伯父（父親の従兄）に当たる。口癖は「か、勘違いしないでよね！」であり所謂ツンデレである。最初にパーティに加入する。治癒と弓による遠距離攻撃を得意とする。
エルフの掟に縛られた王女で異種族に不振を抱いているため、本当は仲間思いの優しい性格だが素直になれず突き放した態度をとってしまう。しかし仲間たちと協力し合ったことで信頼が芽生え、異種族に対する不振を捨てる。
ヒロイン別のエピソードを通じて自分がレイジに好意を抱いていくのを次第に自覚していくが、エルフと人間という人種の壁に悩まされる。個別エンディングでは霊樹の下でレイジに愛の告白をされるが、霊樹の下での誓いは婚姻の誓いを意味するものであった。それでもなおレイジは人種なんか関係ないと付け加えた上で再度愛を告白し、アルティナも嬉しそうに告白を受け入れた。
『ブレードアークス from シャイニング』にもプレイヤーキャラクターとして登場する。
エルミナ（聖王国の可憐なトルバドール）
声 - 早見沙織
「魔法の歌い手」。年齢16歳。フルネームは「エルミナ・ローデリア」。ルーンベール辺境の世間知らずの貴族のお嬢様。幼馴染兼親友のアイラ王女のため魔法を覚えた。典型的な魔法使いタイプ。
シルディアに行くつもりが道を間違えたことでドラゴニア帝国の将軍スレイプニルに遭遇し、追われていたところをレイジとアルティナに助けられる。これをきっかけにレイジとアルティナはエルミナの案内によりヴァレリア解放戦線に合流し本格的に帝国と戦うこととなる。仲間の中ではアルティナの次にパーティに加入する。以降は急激にパーティメンバーが増えていく。
多くの男性に言い寄られているものの、奥手で男性恐怖症気味。方向音痴で、初登場時は森で迷子になっていた。ヒロイン別エピソードでアイラ王女を含めてではあるがレイジに「大好き」と言ってしまい恥ずかしさ紛れに逃走するが、個別エンディングで改めて思いを伝えている。その際にアイラが盗み聞きしていて、早くも「二人の結婚」を考え出したため、エルミナはレイジの手を引いて愛の逃避行をし始めた。
『シャイニング・ウインド・クロス』にも登場。
ミスティ（竜の血を引く艶情のセイレーン）
声 - 田村ゆかり
「海賊令嬢」。年齢317歳。フルネームは「ミストラル・ネレイス（ミスティは愛称）」。海の魔女として恐れられている女海賊で、男は全部自分の下僕だと思っているわがままな女王様気質。語尾に「〜じゃ」をつけたり、妖艶な振舞いを見せる一方でドラゴネイドという竜の血を引く長命な種族の中では幼い方なため、結構子供っぽいところもある。魔法使いタイプで闇を用いた攻撃を使う。
個別エピソードを進めていくうちに自身のワガママに付き合ってくれたり、護ってくれるレイジに惹かれていくが、普段の振る舞いからツンデレな態度をとってしまう。サブイベントではたびたびレイジを宝探しにつき合わせるが、実は恋人同士が身につける縁結びの指輪を探していた（後述）。そのためレイジには宝の詳細を語らず、またムチャをして独断で足を運ぶこともあるためモンスターに囲まれて窮地に陥ることも。個別エンディングでは本来は恋人同士がはめるものである証の指輪を恥ずかしがりながら僕の証としてレイジにつけさせ、レイジもこれから互いの関係がさらに進展するよう願いをこめている。
『シャイニング・ハーツ』にも登場。『シャイニング・ウィンド』に登場したホウメイの実の妹。ホウメイは膨大な魔力を抑えることで幼い少女の姿をしているが、ミスティは逆に積極的に行使することで大人の姿になっている。なお、年齢はホウメイの約10分の1。
『ブレードアークス from シャイニング』にもプレイヤーキャラクターとして登場する。
トウカ（鏡界線上のプリマドンナ）
声 - 堀江由衣
「次元並行世界の守護巫女」。年齢18歳。フルネームは「クレハ・トウカ（呉羽冬華）」。世界の危機に出現した時空の裂け目から来た異世界エルデの巫女でレイジの憧れの先輩。二つの世界の崩壊と干渉を食い止めるため強大な霊力を行使する。歌姫としても強力な力を持ち、戦闘を弓と魔法の歌で支援する。歌姫の中で唯一ヒロイン・エンディングが存在しないが、サブイベントではレイジから「初恋の人でした」と告白される。しかしトウカはレイジに既に意中の人がいることを見抜いており、その人をどう思っているのかと聞き返してレイジを困らせた。
『シャイニング・ウィンド』に登場するクレハ・トウカ（呉羽冬華）と同一人物。
ローゼリンデ（魂を導く戦場のローレライ）
声 - 桑島法子
「紅の戦巫女」。年齢16歳。フルネームは「ローゼリンデ・フレイア」。レイジの前に立ちはだかる帝国の戦う巫女。性格は礼儀正しく情の深い女性。優しく慎み深いが、そのせいで思いつめてしまうこともしばしば。また、ずっと巫女として生きてきたためレイジと出会った当初はかなりの世間知らずだった。パワーと防御重視の戦士タイプ。
クラントール占領後はバルドルの術によって心を奪い取られ、帝国の操り人形となってしまい、ダークドラゴン復活のための負の魂を集めるために戦場を渡り歩いている。
本来の素性はクラントール王国の巫女で、王国の伝承に従いレイジを召喚した当人。召喚当初はレイジを勇者として敬って接していたが、後に彼の頼みによって対等の友人として接するようになる。レイジが異世界に来てからの初めての友人であることや、ローゼリンデ自身もレイジが初めての友人であるため、物語開始当初から2人の信頼関係は厚い。前日譚を描いた小説ではレイジの身の回りの世話をする巫女であり、レイジの人柄に触れていくことで恋心を抱き始めていたようである（中でもリンリンにはいち早く気付かれていた）。
終盤では正体を明らかにしたファフナーことカイトの能力によって、奪われていた心を注入したことで本来の自分を取り戻し、以後はパーティーに合流する。しかし洗脳されていたとはいえ人々の魂を汚した自分が許せず、その影響で歌うことが怖くなってしまう。レイジの励ましによってこれからも人々を守るためには自分の力が必要だと思いなおし、克服した。
個別エンディングではこれまでに集まった仲間が離れていくであろう未来に不安を抱いており、それを聞いたレイジに「ずっと傍にいる」と抱きしめられたことでお互いの想いを確認した。
『ブレードアークス from シャイニング』にもプレイヤーキャラクターとして登場する。こちらでは洗脳状態で登場し、伯爵（アイザック）に使役されている。

### ヴァレリア解放戦線/シャイニング・フォース
帝国に故郷を追われ、都市国家シルディアのアルゴ砦に集った義勇兵たち。帝国の進行を防ぐべく抵抗している。
後に勢力が拡大したのを機にレイジを中心に再編成され、種族と国家を超えた光の勢力「シャイニング・フォース」に改める。
フェンリル
声 - 稲田徹
「白夜の銀狼」。年齢28歳。ヴァレリア解放戦線の副隊長。狼の姿をした亜人であり、暗殺拳の使い手。隊員たちからの信頼も厚く、個性的な面々を統率し帝国に抵抗する。実は猫好きで、自分がもしものことがあったら、猫達の面倒を見てやってくれとレイジに伝えてある（戦闘ではリンリンが側にいると能力が上昇する）。戦闘では軽快なフットワークを用い、鉤爪を装着して暗殺拳の冴えを見せる。
ドラゴニア帝国の将軍・スルトとはかつて師の下で暗殺拳を学んだ親友同士だったが、彼は教えに反して無益な殺戮を繰り広げていた。ついには師から破門を言い渡されしまい、逆上して師を殺害。既にスルトの実力は師とフェンリルを超えていた。恐怖のあまり何もできなかったフェンリルはスルトに見逃されたことで生還するが、その悔しさから修行に打ち込むようになり、師の敵討ちと傷つけられた矜持のため復讐を誓う。暗殺拳と言っても師匠は悪人ではなく、無益な殺生や戦闘は弟子たちに禁止していた。
一方で目的のために命を奪っている自分はスルトと同じではないのかと苦悩しており、後にレイジに心境を打ち明ける。レイジからは「そうやって悩んでいる限りスルトのようにはならない」と告げられ、守るべき者のために力を振るうことと、殺戮欲求を満たすために力を振るうのは違うと割り切るようになった。
終盤にてついにスルトと決着をつけることになる。スルトに対しては挑発的な言動を見せていたが、決着をつけた際にスルトから「なぜフェンリルに勝てないのか」と問われ、最期まで自分の過ちに気づけなかった元親友に「あの世で師匠に聞いてみろ」と心苦しそうに言い渡した。
『ブレードアークス from シャイニング』にもプレイヤーキャラクターとして登場する。
リンリン
声 - 斎藤千和
「賢者の黒猫」。年齢不明。本名は「リン・シャオメイ」。サクヤの相棒で、人の言葉を話し、世界の成り立ちについて深い知識を持つ猫の妖精ケット・シー。一人称は「あたし」。勇者の素質を持つ人間を探し、監視・保護・助言・育成を行っている。シャオメイという人間の女性の姿に化身する（作中では人間の姿であっても「リンリン」を名乗っている）。戦闘では軽快なフットワークと徒手空拳による攻撃を行う。
レイジがこの世界に召喚されてからいち早く駆けつけ、当初は黒猫として振る舞い監視していた。レイジがバルドルに崖から突き落とされ海辺に漂着した際、通りかかったアルティナに助けを求め、以後は彼らと行動を共にする。サクヤと合流した際には人の姿となって戦線に加わった。
サブイベントでは好感度をあげるたびに自身の正体について語ってくれる。黒猫のほうが本来の姿であるらしく、二足歩行だとなれないため大分意識を集中するらしく、疲れるらしい。また黒猫の姿の時は物静かでクールな語り口だが、人間の姿になるとテンションが上がり口調が180度一変する。
『シャイニング・ハーツ』のヒロインであり、その前日譚にあたる『シャイニング・ブレイド』ではシャオメイEDは存在しない。『ブレードアークス from シャイニング』にもプレイヤーキャラクターとして登場している。
龍那（リュウナ）
声 - 神田朱未
「白龍の巫女」。年齢18歳。白龍教団の聖なる巫女。黒龍教団から人々を守るため立ち上がる。この世界の成り立ちや仕組みについて造詣が深く、光の戦士たちに助言を与える。戦闘では回復役として強力な神聖魔法で仲間を支える。
『シャイニング・ティアーズ』に登場するリュウナと同一人物。
剛龍鬼（ごうりゅうき）
声 - 石塚運昇
「竜鱗の守護騎士」。年齢18歳。強靭な肉体を誇る竜人族の重騎士。白龍教団のガーディアンとして、龍那と人々を守る。見た目はいかついが、弱きものを守る事を信念とした優しい男。戦闘でも強力な防御力を誇る盾役として活躍する。
『シャイニング・ティアーズ』に登場するラザラスと同一人物。
ケルベロス
声 - 橘田いずみ
「機動戦姫」。年齢不明。古代文明の血に反応して目覚めた、少女の姿をした強力な戦闘用オルガロイド。感情に希薄で常にクール。
二丁の銃を自在に操り、中遠距離の戦闘を得意とし、武装モードを「アサルト」「ローレライ」「エア」「アーミー」「ライトニング」「ソナー」「フォトン」「アイドル」「ネイビー」の9つより、変更することも可能。
サクヤをマスターとして認識しているため彼女に付き従う。彼女からの命令でレイジを司令官と認識している。
ダークドラゴンを倒した後の後日談では古代遺跡から手にしたディスクを読み込むことで「感情」が芽生え、やんちゃで幼い子供のような人格になる。ただしイベントのみであり、戦闘中のボイスに変化はない。以後は子供らしく暴れ回りサクヤを困らせる。
アイラ
声 - 川澄綾子
「氷晶の魔女姫」。年齢18歳。フルネームは「アイラ・ブランネージュ・ガルディニアス」。聖王国ルーンベールの王女。ドラゴニア帝国の王宮襲撃後はエルミナをヴァレリア解放戦線に派遣し、自身は残存した兵力を集め抵抗中。過去の文献を調べているうちにエルミナが歌姫であることを知る。そこで歌姫となる試練としてレイジと接触させるべく彼女をシルディアへ派遣した。
エルミナを実の妹同然に溺愛しており、彼女のこととなるとやや冷静さを欠く。ルーンベールの第一王女ラナとは友人であり、何度も一緒に旅をしている仲。
普段は毅然とした軍人のような喋り方だが、エルミナや親しい人の前では本来の女性的な口調が出てしまう模様。傾向的にはユキヒメに近いが、レイジの人柄を信用しており怒ることはあっても突き放した言動は取らない。エルミナから内気な自分を変えたいと申し出を受け、彼女の幸せな結婚のためレイジに協力を求める。
ラナ
声 - 広橋涼
「闇を射抜く神弓の射手」。年齢118歳。フルネームはエルウィン・ラナ・シルフィス。アルティナの実姉。フォンティーナの王女で、閉鎖的なエルフの古い因習に反発して、森を出奔していたが、異変を感じ舞い戻ってきた。前向きで明るく、天真爛漫な性格で弓の名手。彼女なりにエルフの行く末を案じている。
故郷を救った後は、伯父であるアルフェウスに認められ新女王となる。しかし行動は何も変わっておらず当然のようにレイジたちの一行に加わるが、実は女王として何をしたらいいのかわからないと思い悩んでいる。アルティナのことは「自分なんよりしっかりしている」と考えており、そのためか放任主義なところが目立つ。しかし誰よりもアルティナのことを理解しており、妹もそんな風に自分を見てくれているのに気づいているため仲のいい姉妹となっている。
『シャイニング・ティアーズ』に初登場するエルウィンと同一人物。『シャイニング・ハーツ』より公式の呼称がラナに変更されている。また今作ではアルティナの姉になっている。
ガデム
声 - 寺本勲
「漆黒の魔剣獣士」。年齢27歳。ミスティに忠誠を誓う黒豹の獣人。日本刀を自在に扱う剣豪で、強敵と戦う事、己を磨く事を無上の喜びとしており、戦場では二刀流で敵を圧倒する武人。レイジが勇者と知ると手合わせをしたいと申し出、仲間になった後もサブイベントで幾度も勝負を挑んでくる。しかし仲間と戦うことはできないと拒否され、そんなレイジを戦友として認め始めている。最終的にリンリンが審判を勤める中、自分とレイジでどちらが多くのモンスターを倒せるか競うことに（誰が多く敵を倒しても結果は語られない）。以後は「レイジから勝負を挑みたくなるような素晴らしい剣士になる」と誓い、彼と戦うことを諦めず精進を続けている。
ミスティに従っている理由として、傭兵時代に沈没した船から救助され、これを一生の恩と考えているため。ミスティとしては「猫が溺れていたから助けた」という動物愛護の精神から来るもので、レイジには「ペットとしてみている」と解釈された。
『シャイニング・ハーツ』にも登場している。
カノン
声 - 水樹奈々
「炎の心を持つ女勇者」。年齢18歳。フルネームは「シーナ・カノン（椎名夏音）」トウカ達を引き連れエンディアスに降臨した異世界人のリーダーで、レイジの実姉。世界の平和を守るため何度も異世界に来る女勇者で、持ち前のポジティブさと元気な性格で周りを引っ張っていく。戦闘には剣士として参加し、炎を纏った剣技で活躍する。弟思いの姉ではあるが、ビンタによる気合注入など手荒な愛情表現を好むため、レイジには恐れられている。そんなレイジを情けない弟と考えており、自分がついていけないと見ているところもあり、何かとつけて彼に口出ししている。ただしお互いに嫌い合っているわけではない。サブイベントでは弟の成長を認め喜んでいた。
『シャイニング・ウィンド』に登場するシーナ・カノン（椎名夏音）と同一人物。
アイン
声 - 桑島法子
「輝く風の戦闘妖精」。年齢1歳。フルネームは「ゼクティ・アイン」。エンディアス出身で、カノンの保護下でエルデに留学していた。カノンの妹分で彼女に絶大な信頼を置いている。古代兵器オルガロイドとエルフ族の遺伝子をかけ合わせて生み出された戦闘用ホムンクルスで、戦闘力は高いが、誕生して1年ほどなので、見た目と違い精神は幼い。
『シャイニング・ウィンド』に登場するゼクティ・アインと同一人物だが、原典よりも性格設定はやや幼くなっている。
クララクラン
声 - 川澄綾子
「聖なる盾の姫騎士」。年齢19歳。フルネームは「クララクラン・フィリアス」。リーベリア地方の国家、聖フィリアス王国の第一王女で、ヴァレリア地方の危機を知り援軍に駆け付けた。王家伝来の武具「聖女ミナスの盾」を受け継ぐ姫騎士で、絶大な防御力と神聖魔法で仲間たちを守る。礼儀正しく美しい女性だが、実はかなりの勇者マニアでレイジに興味津々。レイジについては何でも知りたいようで彼のことになると目の色が変わる。自ら援軍に来たのも勇者に会うためであった。彼女とのイベントでは選択肢次第でレイジがスケベ根性を見せる。
『シャイニング・ウィンド』に登場するクララクラン・フィリアスと同一人物。
刃九郎
声 - 江川央生
「鋼翼の渡り鳥」。年齢39歳。鋼の片翼をもつ白いカラスの鳥人。様々な国家を渡り歩く歴戦の忍だったが、故郷の百獣連合王国ベスティアの未曾有の危機の知らせに舞い戻った。人々を守るため全てを投げ打ち奮戦する仁義に厚い男で、風の精霊魔法を操る。かつて窮地に陥ったところをクララクランに救われ、彼女を今でも恩人としてみている。
『シャイニング・ウィンド』に登場するジンクロウと同一人物。
ディラン
声 - 中井和哉
「双剣の海狼」。年齢35歳。フルネームは「ディラン・ローエン」。時空を超えて活躍する海賊騎士団アークバッカニアを率いる団長で、双剣のディランと呼ばれ周りから一目置かれる存在。海を旅する男のロマンの持ち主で、財宝探しにレイジを何度も誘ってくる。
『シャイニング・ハーツ』にも登場。『ブレードアークス from シャイニング』にもプレイヤーキャラクターとして登場する。
イサリ
声 - 石田彰
「魔獣ハンター」。年齢17歳。フルネームは「イサリ・シェラード」。魔物やドラゴン狩りを生業とする、変わり者の賞金稼ぎ兼釣り師。海賊騎士団アークバッカニアに所属しており、彼を船長と呼んでいる。人とのコミュニケーションが苦手で、狩りと釣り以外に興味を示さないが、魔物狩りの腕は超一級。特にドラゴンが好きで倒すのはもっと好き。武器は重火器を使用。射程は長く攻撃範囲も広いが、命中率が低いのが難点。
『シャイニング・ハーツ』にも登場している。

### ドラゴニア帝国
ダークドラゴンの復活を目論む「闇の勢力」。
バルドル
声 - 桐本琢也
「暗黒司祭」。常に仮面で顔を隠している男。黒竜教団の司祭であり、事実上ドラゴニア帝国のトップ。封印されたダークドラゴンの魂と会話できる。ダークドラゴンの命に従い復活を果たすべく先兵となる。
黒竜教団は帝国の実権を把握しているが、態度が大きい割には無能であるため他の将軍たちからは「自分では何もできない雑魚」と疎まれている。
手始めに冒頭でクラントールを占領するとローゼリンデを手中に収め、レイジを崖に追い詰めて突き落とした。以後は将軍たちを動かして各国に対する侵略戦争を続けさせ、封印されていたダークドラゴンの肉体を回収。更には精霊王たちまで抹殺した。
終盤にてついにダークドラゴンを復活させるが、蘇ったダークドラゴンのエサにされ喰らわれてしまい死亡。「なぜ自分まで……」と最後まで利用されていたに過ぎないことも気づかず、復活のために幾多の魂を捧げたのと同様に自身も生贄となってしまった。
このため敵陣営の中では一切戦闘がない。
スレイプニル
声 - 神奈延年
「暗黒騎将」。帝国によって甦った、仮面をつけたケンタウロスの亡霊騎士で、暗黒騎士団の長。遊撃軍指揮官でフォンティーナを襲撃している。フォンティーナの首都に攻め入り間接的にだがアルティナの両親を殺害した。騎士としての忠実さは失っていないが、復活した代償に高潔な心を失っている。そのため目的のために手段を選ばない人物となってしまった。
序盤でエルミナを追って銀の森に立ち入った際、アルティナたちに敗れ追い返された。しかし、邪魔さえしなければ二人に手を上げようとしないなど一応は騎士らしさを見せている。しかし中盤ではフォンティーナ王国の議長の孫を拉致しようとして、レイジから卑怯だと責められた。
終盤付近のナルガ砂漠にて、精霊王の卵を捜索中にレイジたちと遭遇。自身の誇りにかけて最後まで戦い抜き、無念の内に死亡した。しかしその最後を見たレイジからは「まだ騎士としての心が残っていた」と評された。
スルト
声 - 川津泰彦
「魔獣将」。戦場での殺戮を楽しむ狂戦士で、東部方面軍指揮官。常に最前線で戦いを楽しむ戦闘狂で、血に飢えた黒い野獣。将軍たちの中で唯一仮面をかぶっていない。将軍の中では最後に戦うことになる。
かつてはフェンリルと共に師の下で修練に励んでいた兄弟弟子であったが、自己研鑽で得られる力では満足できず闇の力に魅入られるようになってしまう。それを見咎めた師を殺害したためフェンリルと袂を分かち、互いに憎むべき敵として認識している。今では闇の力を手にしたことで大幅なパワーアップを遂げている。
クラントールを目前にしたレイジたちと最期の一戦を繰り広げた。その際に自分の上を行くフェンリルが憎かったことや、手に入れた力で殺戮欲求を満たしていたことを口にする。激戦の末敗北し、どうしてフェンリルに勝てないのかわからないまま最期を迎え、フェンリルから「あの世で師匠に聞いてみろ」と言い渡された。
アルベリッヒ
声 - 緑川光
「妖魔将」。ダークエルフの将軍で、北部方面軍指揮官。仮面で目元を隠し、ローブを羽織った魔術師風の男性。残忍な性格の野心家で、目的の為には手段を問わず、犠牲も厭わない。自分の手は汚さず、様々な策を講じて戦場をもてあそぶ知性派将軍。卑劣な罠を張り巡らしてくる強敵。
リックとアミルたちの故郷を滅ぼした張本人であり、ただ目の前にあったからというだけで住民たちを蹂躙し、命乞いされても「無力な者たちが殺されるのは面白い」と虐殺した。アミル達を殺したことでリックから怨まれ追われている。また後にネリスを殺していたことが発覚した。
スレイプニル撃破後、クラントールに進行したレイジたちの前に立ちふさがる。リックを殺すために罠を仕掛けレイジたちを追い詰めるが、危険を見越したフェンリルが援軍を連れて来たこと、ローゼリンデが不安定になったのでファフナーが撤退したため逆に追い詰められてしまう。敗色が濃くなると「村を滅ぼしたのは自分じゃない」と命乞いするが、聞き入れてもらえるわけがなく討ち滅ぼされた。
ダークドラゴン
声 - 大友龍三郎
「暗黒の化身」。本作の黒幕で最終ボス。かつて世界を恐怖に陥れた闇の化身で、光の軍勢「シャイニングフォース」によって倒され封印されていた（肉体を分断されて各国に保管されていた）。しかし魂は生き延びており、バルドルを唆して先兵に仕立てる。
現代において黒竜教団及びドラゴニア帝国の活動によって力を取り戻して復活しつつある。ドラゴンとは名ばかりで、その実体は巨大な肉の塊を削ったような巨躯と眼球のない顔と言う形状の化け物。ドラゴンらしく巨大な双翼によって飛行が可能。
終盤にて、クラントールの大聖堂地下でついに復活を果たし、手始めにバルドルを喰らい飢えを満たしてからレイジたちに襲い掛かってくる。初めは下半身が球体になっている不気味な姿だったが、やがて下半身部分が変異した第二形態へと移行する。激戦の末、倒されたかに思われたが最終形態となって復活。封印された当時を超える力によってレイジたちを追い詰めるが、ユキヒメがシャイニング・ブレイドとして覚醒したことで逆転される。レイジとの一騎討ちとなり、仲間たちの声援と共に必殺技を打ち込まれ、狼狽を露にしていく。最後は「S（シャイニング）・ブレイド」の一閃によって切り裂かれ敗北。たった一人の人間と一本の刀に負けたことに驚愕しながら、この世界から完全に消え去り二度と復活することはなかった。
伯爵（アイザック）
声 - 稲田徹
通称「伯爵」。眼帯をつけた白髪の男性。フルネームはアイザック・サン・ジェルマン。帝国に協力し、膨大な戦力と復活させた古代兵器を帝国に提供している。バルドルには従順を装っているが、基本的に他者を下に見ており、自分が神であるかのように振舞っている。本人は戦闘には参加せず、古代兵器を操るだけなので当人との戦闘イベントはない。
ファフナーを重用しローゼリンデの守護者に推薦した張本人だが、その一方では彼を監視し、裏切りが露見すると魔竜ニーズヘッグをけしかけるなど狡猾な一面を持つ。
終盤ではスルトが倒れた後、古代兵器を率いてレイジたちの行く手を阻む最後の障害として立ちはだかる。本拠地を襲撃され、兵器をことごとく破壊されたため「自分にできることはなくなった」と忌々しそうに睨みながら撤退していった。
本作における真の黒幕であり、ドラゴニア帝国を炊きつけた張本人。バルドルの協力者を装い、ダークドラゴンに世界を滅ぼさせようと企んでいた。そして一度破壊した世界を作り直し、自らが「神」となろうとしていた。サクヤによれば伯爵の目的は複雑で一言では語れず、結果として世界が滅びるということだけが説明されている。
しかしダークドラゴンが倒されたため、古代エンフィールド遺跡に封印されていた「失敗作」こと「EF-0 トール」を起動させ、この世界を破壊し尽くそうと行動する。奥の手だったため、今まで封印を解こうとはしなかった（起動の手間や、起動後のリスクなども考慮して）。最後の切り札もレイジたちに破られ、今度こそ手の出しようがなくなったため撤退していった。
サクヤとは因縁があり、互いに敵視している。サクヤからはたびたび「顔も合わせたくない」「厄介（面倒）な奴」「二度と会いたくない」と言われ完全に忌み嫌われているが、伯爵はそれほど嫌ってはおらず、サクヤを説得しようとする姿勢を見せており仲間に引き入れようとしていた。
『シャイニング・ハーツ』にも登場している。『ブレードアークス from シャイニング』にも登場し、「世界のバランスを崩すため」に暗躍する。そちらではプレイヤーキャラクターとして参戦するため彼自身が戦うことになる。
ナイトギア
中盤にて戦力を消費した帝国に伯爵が授けた手駒の一つ。巨大な剣と盾を手にした騎士風の巨人であり、アルベリッヒの指揮の下レイジたちをたびたび追い詰め劣勢に立たせた。ついに後一歩というところまで追い込んだが、各地から終結した仲間たちによって形勢逆転され、レイジたちの総力によってナイトギアは撃破された。
キングギア
伯爵の手駒の一つ。細部はほぼナイトギアと同じだが、性能は完全にこちらのほうが上。伯爵が放つ古代兵器群の本拠地を守護していたが、レイジたちによって完全に破壊されてしまい、伯爵は撤退を意義なくされた。
EF-0 トール
古代エンフィールド遺跡に封印されていた「失敗作」にして伯爵の最後の切り札。本作における真の最終ボス。本編クリア後の後日談にて戦うこととなる。巨大な人型の機械であり、その姿は「神」を想起させる。かの遺跡は古代人たちのゴミ捨て場であり、使い物にならなくなった兵器類などが捨てられていた。中でもEF-0 トールは制御不能の危険性がある破壊兵器だったため、三重にも及ぶ封印が掛けられ厳重に保管されていた。
しかしその力に目をつけた伯爵によって封印を解かれ、レイジたちの前に立ちふさがる。補助ビットして「メギンギョルズ」「ミョルニル」が展開され、HP回復などの様々な支援効果をかけるため優先的に破壊しないと手間取ることになる。
最後の切り札も破られ、去り際に伯爵からは「ダークドラゴンの代わりにはならなかった」と評された。

### 古代竜
各属性をつかさどる精霊王を守護するドラゴンたち。いずれも高い戦闘能力を誇っている。精霊王の卵を守っており、譲ってもらうためには試練という名の戦闘に打ち勝たなければならない。
氷竜エールブラン
声 - 増谷康紀
聖王国ルーンベールの山脈に住む氷の竜。常に冷徹だが、戦闘では激しい台詞と共に苛烈な攻撃を見舞う。ドラゴニア帝国によって水の精霊王が殺されてしまい、手出しが間に合わなかったことを恥じていた。
地竜ペイルグラン
声 - 阪脩
フォンティーナ王国アルセイド大森林の奥に住む岩の竜。岩を削ったような皮膚と背中から生える巨木が特徴。かなりの老齢らしく年寄りじみた喋り方をする。
炎竜ブレイバーン
声 - 江川央生
巨大な蛇体を持った竜。非常に喧嘩っぱやく好戦的。話を聞こうにもまずは戦わないと用件さえ取り合ってくれない。問答無用でレイジたちと交戦するが、実は既にミスティとガデムに破れ精霊王の卵は持ち去られた後だった。強い女性のことを「姐（ねえ）さん」と呼ぶ癖があり、サクヤのことをそう呼んでいる。
雷竜ファンロン
声 - 高塚正也
エルデとこの世界の境界に住まう異世界の竜。帝国によって雷の精霊王が殺されたため「カオスゲート」が開いてしまい、この世界へと流れてきた。両手が翼になっているワイバーンにも似た姿をしている。性格はエールブランに似ているが、若干砕けた部分もある。
月煌竜ガイルナース
クラントールに住む竜。月の精霊王の卵を守護している。カイトの話に出てくるだけで作中には登場しない。
ファフナーとしてバルドルの命令で卵を探しに出たカイトと一騎討ちを演じ、敗れたことで彼に卵を譲った。
たった一人で試練に打ち勝ったことを聞いたレイジは、カイトに対して驚きを隠せなかった。

### その他
クリス（聖クリストフ）
クラントール王国の初代国王にして、ユキヒメが語る「先代」その人。霊刀・雪姫と契約を行い、ダークドラゴンを打ち倒し封印した。その後、3人の英雄と共にクラントール、フォンティーナ、ルーンベール、ベスティアの基盤を作り上げた。そのため後世の人々はクリスを「建国王」と呼んでいる。戦いが終わった後、ユキヒメにクラントールの守護を担わせていた。
ユキヒメによれば、「指先で大群を蹴散らす」「崖くらいピョーンと飛び越える」など常識破りな人物だという。しかし能力的に優秀である反面、ドライかつクールな性格だったらしく、気の利いたことや無駄なことはしない主義で、ただ迅速に物事を処理するだけだったとユキヒメが独白している。ユキヒメが泣いていた時も「切れ味が鈍る」と叱咤するだけであり、その生真面目さと厳かな部分はユキヒメにも強く影響を与えたと思われる。
しかし決してユキヒメから嫌われていたわけではなく、長い年月が経って彼と出会えないことをユキヒメは悲しみ涙していた。
実はレイジの遠いご先祖様であり、彼もまた異世界エルデの出身であった。
アルフェウス
エルフの王国フォンティーナの議長を務める男性。フォンティーナ国王の従兄に当たる。見た目は二十代くらいだがかなりの長寿らしく、孫がおり、アルティナの両親よりも年上である。アルティナは彼の従娘（従弟の娘）に当たり、おじ様と呼んでいる。
年相応の落ち着きを持っているが、同時に異種族を受け入れないエルフたちの中でも一番の強硬派でもある。当初はレイジたちを連れてきたアルティナや外の世界に飛び出したラナを「問題ばかり起こす」と嘆いており、帝国の侵略から守るためとはいえ外部の人間を受け入れることを恥じていた。
しかし、スレイプニルに拉致されそうになった孫娘を救ってもらうなどしたことで考えを改め、「頑なであり過ぎた」と反省しレイジたちに頭を下げて謝罪した。更には帝国を追い払った後は、ラナを指導者と認め女王に推し、ラナがレイジたちと同道するのを苦笑しつつも許している。
シーン
アルフェウスの孫娘。スレイプニルに拉致されそうになったところをレイジたちに助けられ、そのことを祖父に伝えたことで意図せず異種族との架け橋となった。

## システム

### バトルシステム
アクティブ&コマンドバトルを採用しており、総勢20名以上のキャラクターから最大5名を選びクエストに参加する。
- ロックオン&連撃 - 複数の敵は纏めて、一匹の敵は集中して大ダメージを与える。
- ブレイクターゲット - 特定の部位を破壊することにより、弱点を出現させたり、ステータスを低下させたりする事ができる。
- デュオ - ペアを組んだ相手と同時移動ができる。
- リンクアタック - 協力攻撃することにより好感度が上がる。

### フォースソング
歌姫が歌う魔法の歌。バトルフィールド全体に効果があり、味方や敵全体に効果を与える事が出来る。また、ボス敵の特殊防壁「フォースフィールド」を打ち破る事ができる。ただし、フォースソングを歌っている最中の歌姫はそのほかの行動が一切できない。
- 「蒼き清浄なる歌」- 毎ターン仲間HPと状態異常が回復。
- 「翠の森の精霊詩」- 敵の命中率が低下。
- 「紅き情熱の唄」- 味方魔力と魔防がアップ。
- 「琥珀色の黄昏」- 味方攻撃力がアップ
- 「山吹色に萌ゆる風」- 味方攻撃力と防御アップ
- 「母なる大地の歌」- 味方防御と魔防アップ
- 「夏色のマーメイド」- 味方連撃回数+1、味方攻撃力アップ。
- 「銀の雪が舞う夜に」- フォースゲージ蓄積量増加
- 「紫月の葬送詩」- 敵の防御と魔防ダウン。
- 「金色に煌く鎮魂歌」- 敵の攻撃力と魔力がダウン。
- 「光と闇の輪舞」- 敵フェイズ開始時に敵キャラクターのHPが減少。

### コミュニケーションシステム
- 好感度 - 街やイベントでの選択肢、戦闘中の行動や協力攻撃の発動などで上下する。また、好感度を高めることによりキャラクターごとの個別シナリオが発生する。
- パーソナリティ - キャラクターごとにパーソナリティが設定され、戦闘中に条件を満たせば発動する。ストーリーやクエストによって変化することもある。
- ご機嫌パラメーター - 戦闘中、レイジの霊刀『霊刀 雪姫』の本体ユキヒメの好感度が高まると「ハイテンションモード」というパワーアップ状態になり、攻撃力が高まる。ただし女性キャラクターをパーティに入れ過ぎたり、女性キャラクターと協力攻撃ばかりすると、パワーアップしにくくなる。

## スタッフ
- プロデューサー - 澤田剛
- アシスタントプロデューサー - 三神桂
- ディレクター - 小澤武
- キャラクターデザイン - Tony
- 音楽 - 菊田裕樹
- シナリオ - 持田康之、歌鳥一、笠間裕行、新谷辰雄、ゆずみやともめ

## 主題歌
- オープニングテーマ「ローレライの詩」
  - 歌：Lia
- 挿入歌「ヒカリ」
  - 歌：保志総一朗

## 予約特典「春の新生活応援ファンディスク」
対象店舗にて本作を予約購入した際、先着特典としてプレゼントされたDVD。
タイトル名は、ゲームが発売となった春に門出を迎える人達に向けてエールを送る目的で制作されたことに由来し、ジャケットには散り乱れる桜の花びらを背景に、卒業証書を右手に持ったサクヤが描かれている。
収録内容
歌姫の人数と同数の、7種の特典を収録している。
1. キャラクター設定資料ブックレット
2. カードゲーム『ヴィクトリースパーク シャイニング・ブレイド』限定プロモーションカード「サクヤ Mode ブロッサム」
3. サウンドトラック集
  - 全12曲を収録。作曲は菊田裕樹。

4. 豪華声優陣特典ボイス集
  - 作品内で未使用のボイス150種以上を収録。

5. PC&PSP用デジタルアクセサリー集
  - PCおよびPSP用の壁紙・キャラクターアイコン・スクリーンセーバーを収録。

6. 特典ムービー集
  - 本作オープニングムービーおよび未公開バージョンのVer.Bを収録。

7. キャラクターソング集
  - 歌姫達のキャラクターソング6曲を収録。

  1. 生命の桜歌
  2. 紅き情熱の唄
  3. 琥珀色の黄昏
  4. 紫月の葬送詩
  5. 翠の森の精霊詩
  6. 蒼き清浄なる歌

## ビジュアル小説
公式携帯サイト内で配信されている書き下ろし小説。
第1話 - 願いと決意のソナタ（2012年3月22日配信）
帝国に対抗するため特訓に励むレイジとユキヒメだが、些細の事から言い争いになってしまう。
第2話 - 努力と友情のカンタータ（2012年3月29日配信）
サクヤからのお使いに失敗したエルミナは、挽回しようとアミルやエアリィに相談する。
第3話 - 愛しさと美しさのワルツ（2012年4月5日配信）
レイジとの特訓で、自在にドレスを切り替え戦うサクヤのドレスにアイラが注目する。

## 関連商品

### 書籍

#### 小説
シャイニング・ブレイド 剣士たちの間奏曲
著：加納新太（ファミ通文庫、ISBN 4047280798 ISBN 978-4047280793）

### キャラクターソングアルバム
2012年4月25日発売。作中に登場する歌姫達の歌が収録されたアルバム。
レーベルはスターチャイルド。全楽曲の作編曲は音楽制作集団Elements Gardenのメンバーが担当。イラストはTonyが担当。商品情報はASIN B007BHFTV0を参照のこと。
キャッチコピーは、「七色の歌が世界を救う」。
ゲーム内における各楽曲の効果については、この項を参照のこと。
2012年3月8日に放送されたゲームのじかん第81回（ニコニコ生放送）にて「琥珀色の黄昏」「夏色のマーメイド」「輝く旗のもとに」「生命の桜歌」は初公開された。また、同年4月29日付のオリコン週間アルバムチャートで19位を獲得した。
収録曲
1. 蒼き清浄なる歌 [4:10]
  - 歌：エルミナ（早見沙織）、作詞：shihori、作編曲：藤間仁（Elements Garden）

2. 翠の森の精霊詩 [4:19]
  - 歌：アルティナ（井上麻里奈）、作詞：RUCCA、作編曲：菊田大介（Elements Garden）

3. 紫月の葬送詩 [3:55]
  - 歌：ローゼリンデ（桑島法子）、作詞：shihori、作曲：上松範康（Elements Garden）、編曲：菊田大介（Elements Garden）

4. 琥珀色の黄昏 [4:17]
  - 歌：トウカ（堀江由衣）、作詞：RUCCA、作編曲：藤田淳平（Elements Garden）

5. 夏色のマーメイド [3:16]
  - 歌：ミスティ（田村ゆかり）、作詞：RUCCA、作編曲：中山真斗（Elements Garden）

6. 山吹色に萌ゆる風 [4:00]
  - 歌：アルティナ（井上麻里奈）、作詞：RUCCA、作編曲：菊田大介（Elements Garden）

7. 母なる大地の賛歌 [3:47]
  - 歌：エルミナ（早見沙織）、作詞：shihori、作編曲：藤間仁（Elements Garden）

8. 銀の雪が舞う夜に [4:41]
  - 歌：トウカ（堀江由衣）、作詞：RUCCA、作編曲：藤田淳平（Elements Garden）

9. 紅き情熱の唄 [4:36]
  - 歌：ミスティ（田村ゆかり）、作詞：RUCCA、作編曲：中山真斗（Elements Garden）

10. 金色に煌く鎮魂歌 [3:42]
  - 歌：ローゼリンデ（桑島法子）、作詞：shihori、作曲：上松範康（Elements Garden）、編曲：藤田淳平（Elements Garden）

11. 輝く旗のもとに [4:25]
  - 歌：アルティナ・エルミナ・ミスティ・トウカ・ローゼリンデ、作詞：shihori、作曲：上松範康（Elements Garden）、編曲：中山真斗（Elements Garden）

12. 生命の桜歌 [4:35]
  - 歌：サクヤ（水樹奈々）、作詞：shihori、作編曲：藤間仁（Elements Garden）
  - 絶望を乗り越え未来を信じる人々を描いた本編の内容に沿い、必ずやってくる春には希望を持って頑張って欲しいという制作者のメッセージが歌詞に込められている。

### フィギュア
- アイラ - 1/8スケール メーカー：壽屋　ASIN B007OSS1SO
- サクヤ - Mode:セルリアン 1/8スケール メーカー：壽屋　ASIN B006R0MC9O